# Piper margaritatum
Piper margaritatum är en pepparväxtart som beskrevs av William Trelease. Piper margaritatum ingår i släktet Piper och familjen pepparväxter. Inga underarter finns listade i Catalogue of Life.